# Kollmann (Familienname)
Kollmann ist ein deutscher Familienname.

## Namensträger
- Albert Kollmann (1837–1915), deutscher Kaufmann und Kunstsammler
- Alfred Kollmann (* 1947), österreichischer Politiker (SPÖ)
- Arthur Kollmann (1858–1941), deutscher Urologe und Puppenspielforscher
- Augustus Frederick Christopher Kollmann (1756–1829), deutsch-britischer Organist und Komponist
- Bernd Kollmann (Fotojournalist) (1946–2017), deutscher Fotojournalist
- Bernd Kollmann (Theologe) (* 1959), deutscher Theologe und Hochschullehrer
- Birgitt Kollmann (* 1953), deutsche Übersetzerin
- Burkhard Kollmann (* 1960), deutscher Offizier, Brigadegeneral der Luftwaffe der Bundeswehr
- Christian Ernst Kollmann (1792–1855), deutscher Buchhändler und Verleger
- Christina Kollmann-Forstner (* 1988), österreichische Mountainbikefahrerin
- Dominik Kollmann (* 1985), deutscher Radiomoderator und DJ
- Erich Kollmann (* 1985), österreichischer Pokerspieler
- Eric C. Kollmann (1903–1981), US-amerikanischer Historiker
- Franz Kollmann (1935–2010), österreichischer Unternehmer und Politiker
- Franz Gustav Kollmann (* 1934), deutscher Maschinenbauingenieur und Hochschullehrer
- Georg Kollmann (Naturwissenschaftler) (1889–1982), deutscher Lehrer und Naturwissenschaftler
- Georg Joseph August Kollmann (1796–1839), deutscher Arzt und Botaniker
- Günter Kollmann (* 1948), deutscher Unternehmer und Basketballspieler
- Hans Krollmann (1929–2016), hessischer Minister
- Heide Kollmann (* 1948), österreichische Politikerin, siehe Heide Schmidt
- Heinz Kollmann (* 1939), österreichischer Paläontologe
- Hildebert Kollmann (1875–1937), deutscher Politiker (USPD/SPD), MdL Preußen
- Ignaz Kollmann (1775–1837), österreichischer Schriftsteller, Skriptor, Redakteur/Journalist, Dramatiker/Librettist und Maler
- Johann Kollmann (Ratsherr) († 1428), deutscher Politiker, Ratsherr in Lübeck
- Johann Kollmann (Bürgermeister) († 1454), deutscher Politiker, Bürgermeister von Lübeck
- Johann Georg Kollmann (1820–1903), deutscher Pfarrer und Politiker
- Johann Jakob Kollmann (1714–1778), deutscher Mediziner
- Johannes Kollmann (1804–1878), deutscher Jurist und Abgeordneter
- Johannes Kollmann (Biologe) (* 1963), deutscher Biologe, Professor für Renaturierungsökologie
- Josef Kollmann (Politiker, 1855) (1855–1932), deutscher Politiker, Bürgermeister von Neu-Ulm
- Josef Kollmann (Politiker, 1868) (1868–1951), österreichischer Politiker (CS)
- Josef Kollmann (Autor) (1920–2007), tschechischer Archivar und Autor
- Julius Kollmann (1834–1918), deutscher Zoologe, Anthropologe und Anatom
- Karl Kollmann (Verleger) (Friedrich Georg Carl Kollmann; 1800–1864), deutscher Buchdrucker, Buchhändler und Verleger
- Karl Kollmann (Ingenieur) (1902–1988), deutscher Ingenieur und Hochschullehrer
- Karl Kollmann (Politiker) (1898–1989), österreichischer Politiker (ÖVP)
- Karl Kollmann (Literaturkritiker) (* 1950), österreichischer Literaturkritiker
- Karl Kollmann (Historiker) (* 1950), deutscher Historiker und Archivar
- Karl Kollmann (Sozialwissenschaftler) (1952–2019), österreichischer Sozial- und Wirtschaftswissenschaftler
- Katharina Kollmann (* 1985), deutsche Singer-Songwriterin
- Max Kollmann (1880–1956), französischer Zoologe, siehe Max Kollman
- Nicola Kollmann (* 1994), liechtensteinischer Fußballspieler
- Ottmar Kollmann (1886–1969), deutscher Jurist, Präsident des Bayerischen Verwaltungsgerichtshofs
- Paul Kollmann (1842–1915), deutscher Statistiker
- Paul Kollmann (General) (1865–1923), sächsischer Generalmajor
- Rainer Kollmann (1969–1776), österreichischer Zisterzienserabt
- Roland Kollmann (Theologe) (1935–2014), deutscher Theologe
- Roland Kollmann (Fußballspieler) (* 1976), österreichischer Fußballspieler
- Tobias Kollmann (* 1970), deutscher Wirtschaftswissenschaftler und Hochschullehrer
- Walter Kollmann (Generalmajor) (1862–1929), deutscher Generalmajor
- Walter Kollmann (Fußballspieler) (1932–2017), österreichischer Fußballspieler
- Wilhelm Kollmann (1839–1913), deutscher Eisenhüttenmann und Industrieller